# Ephemerum cohaerens
Ephemerum cohaerens är en bladmossart som beskrevs av Georg Ernst Ludwig Hampe 1837. Ephemerum cohaerens ingår i släktet dagmossor, och familjen Ephemeraceae. Inga underarter finns listade i Catalogue of Life.